# TT89
TT89 (Theban Tomb 89) è la sigla che identifica una delle Tombe dei Nobili ubicate nell’area della cosiddetta Necropoli Tebana, sulla sponda occidentale del Nilo dinanzi alla città di Luxor, in Egitto. Destinata a sepolture di nobili e funzionari connessi alle case regnanti, specie del Nuovo Regno, l'area venne sfruttata, come necropoli, fin dall'Antico Regno e, successivamente, sino al periodo Saitico (con la XXVI dinastia) e Tolemaico.

## Titolare
TT89 era la tomba di:
| Titolare | Titolo                             | Necropoli           | Dinastia/Periodo               | Note                                         |
| -------- | ---------------------------------- | ------------------- | ------------------------------ | -------------------------------------------- |
| Amenmose | Amministratore nella Città del Sud | Sheikh Abd el-Qurna | XVIII dinastia (Amenhotep III) | versante est della collina; a sud della TT88 |

## Biografia
Nessuna notizia biografica ricavabile dalla tomba TT89.

## La tomba
La tomba, di piccole dimensioni, presenta planimetricamente una struttura che si differenzia da quelle a "T" rovesciata, tipiche del periodo. Un corridoio immette in una sala con due pilastri; sulle pareti (1 in planimetria) il defunto offre incensi in offertorio; segue (2) una scena con il defunto, accompagnato da una dea(?), che si dedica alla pesca e all'uccellagione mentre uomini gli offrono mazzi di fiori. Il defunto (3) inginocchiato dinanzi a Osiride, Anubi e alla dea dell'Occidente (Hathor). Segue (4) il defunto che ispeziona e registra (probabilmente) resine e incenso, nonché animali tra cui due orici e buoi gibbosi, e obelischi.
Su quattro registri (5-6) la processione funeraria, con buoi che trainano il sarcofago e uomini che trasportano ceste, e barche di pescatori nel pellegrinaggio ad Abido; seguono (7-8) scene di riti sulla mummia e, sulla parete opposta, (9) di offerte al defunto. In una scena, non ultimata (10), il defunto è accompagnato da due donne cui vengono offerti mazzi di fiori da un uomo; un banchetto con uomini che offrono fiori, giare di vino e tori inghirlandati. I resti di una stele (11) mostrano il defunto in adorazione di Osiride e Maat mentre sulla parete adiacente (12) il defunto e la moglie in offertorio allo stesso Osiride. Altre scene (14) di capi della Terra di Punt e uomini con prodotti caratteristici, comprese scimmie, asini carichi di prodotti da barattare, seguiti dal defunto a bordo di un carro con aiutanti. Dinanzi alla processione tributaria scortata da militari (15), di cui fanno parte anche siriani con vasi e carri, e nubiani con oro, incenso, cani da caccia, scimmie e donne con bambini, il faraone Amenhotep III e la dea Hathor, sotto un padiglione con il defunto. Sui pilastri (A-B) il defunto seduto e, non ultimata, una scena del defunto con flabello dinanzi a Thutmosi III deificato.

### Annotazioni
1. ↑  La numerazione dei locali e delle pareti segue quella di Porter e Moss 1927, p. 176.
2. ↑  La prima numerazione delle tombe, dalla numero 1 alla 253, risale al 1913 con l’edizione del "Topographical Catalogue of the Private Tombs of Thebes" di Alan Gardiner e Arthur Weigall. Le tombe erano numerate in ordine di scoperta e non geografico; ugualmente in ordine cronologico di scoperta sono le tombe dalla 253 in poi.
3. ↑  I campi della Duat, ovvero l'aldilà egizio, si trovavano, secondo le credenze, proprio sulla riva occidentale del grande fiume.
4. ↑  Nella sua epoca di utilizzo, l'area era nota come "Quella di fronte al suo Signore" (con riferimento alla riva orientale, dove si trovavano le strutture dei Palazzi di residenza dei re e i templi dei principali dei) o, più semplicemente, "Occidente di Tebe".
5. ↑  le Tombe dei Nobili, benché raggruppate in un'unica area, sono di fatto distribuite su più necropoli distinte.
6. ↑  Le note, sovente di inquadramento topografico della tomba, sono tratte dal "Topographical Catalogue" di Gardiner e Weigall, ed. 1913 e fanno perciò riferimento alla situazione dell'epoca.

### Fonti
1. ↑  Gardiner e Weigall 1913.
2. ↑  Donadoni 1999,  p. 115.
3. ↑  Porter e Moss 1927,  p. 181.
4. ↑  Gardiner e Weigall 1913, pp. 24-25.
5. ↑  Porter e Moss 1927,  pp. 179-181.
6. ↑  Porter e Moss 1927,  pp. 181-183.